# پادار (شماخی)
پادار (به لاتین: Padar) یک منطقه مسکونی در جمهوری آذربایجان است که در شهرستان شماخی واقع شده‌است.